# Shuyang (Jiangsu)
Shuyang (Chinees: 沭阳县) is een stad en een arrondissement in de prefectuur Suqian in de Chinese provincie Jiangsu. Bij de volkstelling van 2020 had de stad zelf 986.274 inwoners, het arrondissement had 1.674.978 inwoners.